# شبح (فیلم ۲۰۱۲)
شبح (انگلیسی: The Apparition) فیلمی فراطبیعی در سبک ترسناک و مهیج است که در سال ۲۰۱۲ منتشر شد. از بازیگران آن می‌توان به اشلی گرین، سباستین استن و تام فلتون اشاره کرد.